# Adonis shikokuensis
Adonis shikokuensis är en ranunkelväxtart som beskrevs av Tsunehiko Nishikawa och Koji Ito. Adonis shikokuensis ingår i släktet adonisar, och familjen ranunkelväxter. Inga underarter finns listade i Catalogue of Life.